# Hmmsim
Hmmsim是一个由韩国的Jeminie开发的开源地铁列车模拟器。Hmmsim全称来源于HmmSimulator，即“Hmm模拟器”。第一版本（Hmmsim）只支持前方视角（即空的驾驶视角），在第二版本（Hmmsim 2）則可支持前方视角、列车（内部）视角和列车定点观察（外部）视角。與OpenBVE、BVE Trainsim等游戏不同，兩者均不支持驾驶室内部视角。游戏引擎为Project Anarchy。Hmmsim为免费游戏，而Hmmsim 2（付费）在App Store售新臺幣70元，港幣則售15元。

## Hmmsim
在第一版本中，玩家仅可使用驾驶视角（向前看），但是可以通过内置的陀螺仪设置将设备左右倾斜以获得左侧和右侧的旁视角。仅支持韩文和英文。

#### 功能
- 支持向前看的驾驶视角，配合陀螺仪的左右看
- 可以在Android和iOS两个不同的携带设备的系统运行

## Hmmsim 2
Hmmsim 2在驾驶视角的基础上，增加了列车内部和列车定点观察视角。在第一版本的基础上，增加了日文和德文。

#### 功能
在第一版本的基础上，增加了以下功能：
- 有对向列车疾驰而过（仅原生线路）
- 可使用AI驾驶功能以自動駕駛
- 設有主警笛和次警笛（次警笛只限於列車停车時作为发车铃使用）
- 在游戏结束（即列车到达终点站并完成停车、关车门等操作）后计算分数并显示

## 路線的转换
可在Hmmsim官網下载“ConvertBVE”转换包，将OpenBVE中CSV格式（不能转换RW格式）的路線档案轉換至Hmmsim。但是由于Hmmsim的功能限制，在OpenBVE原有的动画效果（如ANIMATED开关屏蔽门效果、车站信息显示屏（PIDS）切换效果等）均无法显示；在OpenBVE的原有物件画质亦会被压缩。